# روستای فولک یانگ‌دونگ

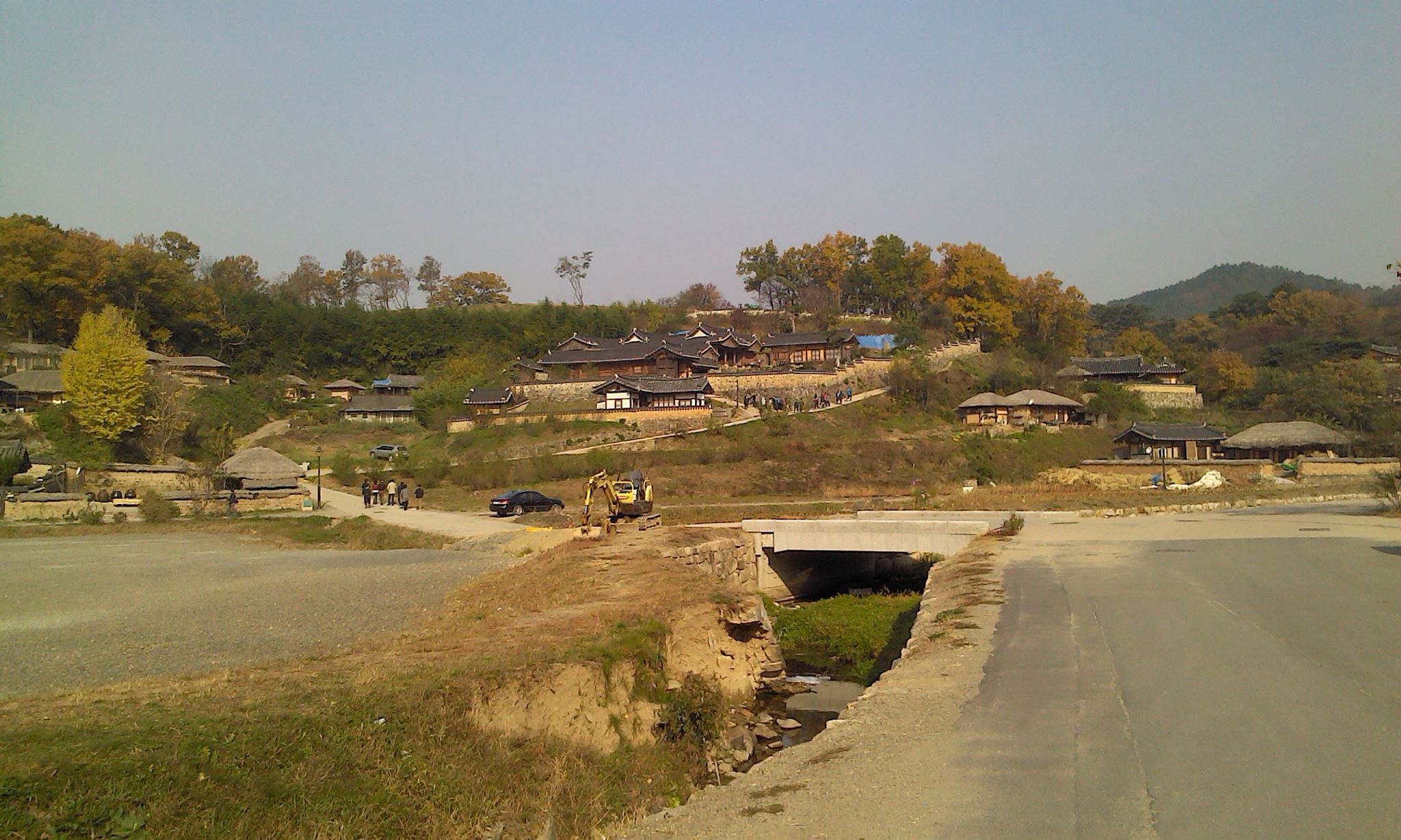
نمایی از ورودی روستا

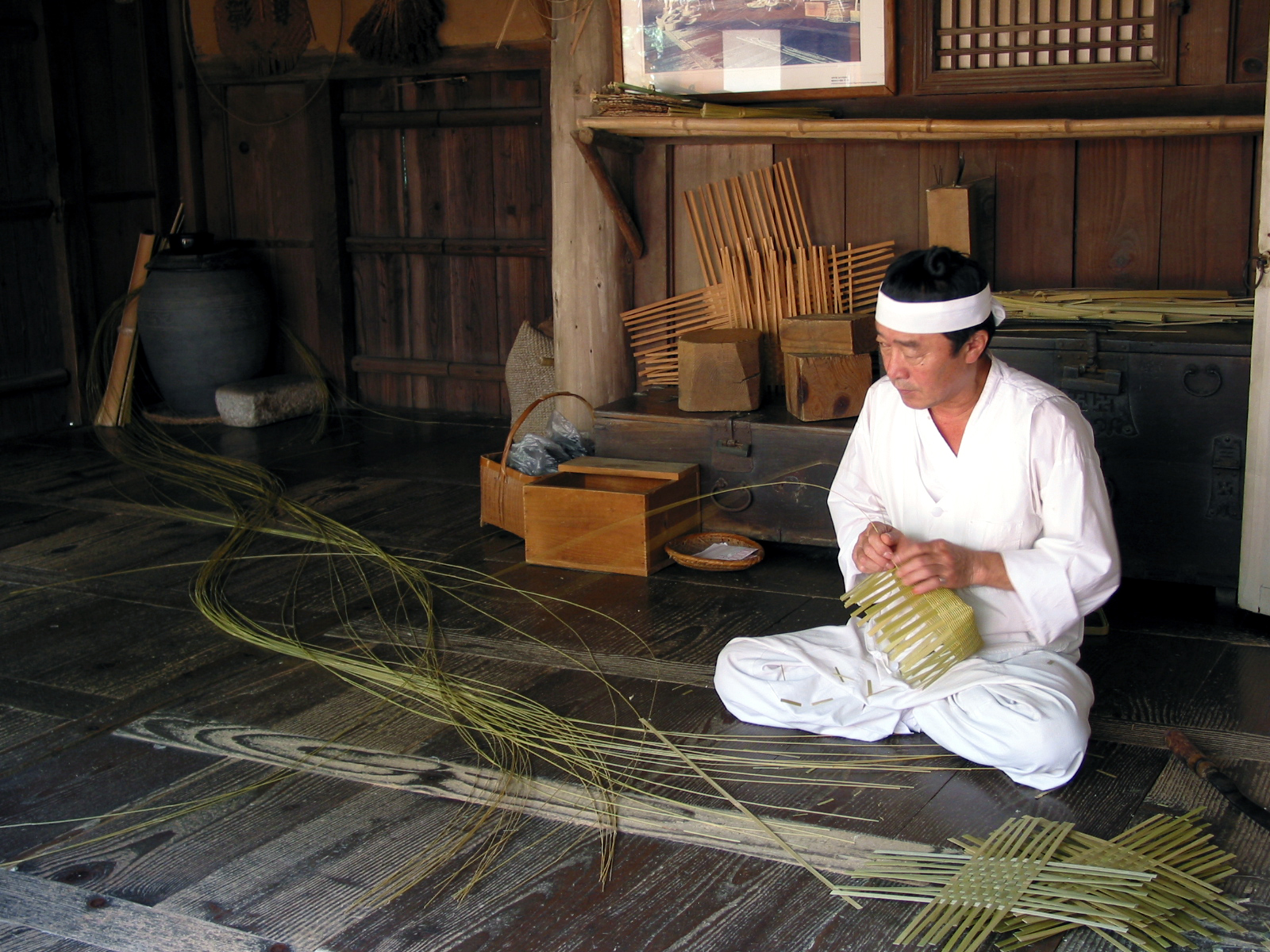
مردی با هانبوک، لباس سنتی کره‌ای در حال بافتن سبدی در روستای یانگ‌دونگ

روستای فولک یانگ‌دونگ (کره‌ای: 경주양동민속마을؛ انگلیسی: Yangdong Folk Village) یا روستای یانگ‌دونگِ گیونگ‌جو، یک روستای سنتی متعلق به طبقه بالای جامعه (یانگ‌بان) در دوران چوسان است. این روستا در گانگ‌دونگ میون، ۱۶ کیلومتری شمال‌شرقی گیونگ‌جو و در کنار رودخانه هیونگ‌سان در استان گیونگ‌سانگ شمالی، کره جنوبی قرار دارد. کوه سول‌چانگ هم در شمال این روستا قرار دارد. دولت کره جنوبی این روستا را به‌عنوان «ماده فولکلور مهم شماره ۱۸۹» ثبت کرده است.
اندازه بزرگ روستا، وضعیت خوب حفظ‌شدگی آن، دارایی‌های فرهنگی فراوان، سنت‌های کهن و محیط طبیعی زیبا، همه باعث اهمیت این روستا شده‌اند. روستای یانگ‌دونگ همچنین نمونه‌ای از سبک زندگی طبقه اشرافی یانگ‌بان و سنت‌های نئوکنفوسیونیسم است.
این روستا در سال ۲۰۱۰ همراه با روستای فولک هاهوی به‌عنوان میراث جهانی یونسکو توسط دولت کره جنوبی ثبت شد.